# Axel Nordlander
Axel Nordlander (ur. 21 września 1879 w Hagge, zm. 30 kwietnia 1962 w Helsingborgu) – szwedzki jeździec sportowy. Dwukrotny złoty medalista olimpijski ze Sztokholmu.
Specjalizował się we wszechstronnym konkursie konia wierzchowego. Igrzyska w 1912, przed własną publicznością, były jego jedyną olimpiadą. Triumfował zarówno indywidualnie, jak i w drużynie. Partnerowali mu Nils Adlercreutz, Ernst Casparsson i Henric Horn af Åminne. Startował na koniu Lady Artist.